# Paul Churchland
Paul Churchland (21 de octubre de 1942, Vancouver , Canadá) es un filósofo canadiense  ligado a la Universidad de California, San Diego. Obtuvo el grado de Ph.D. en la Universidad de Pittsburgh, bajo la dirección de Wilfrid Sellars.
Marido de la también filósofa Patricia Churchland, está considerado uno de los principales estudiosos de la neurofilosofía y la filosofía de la mente.
Es el principal defensor del materialismo eliminativo. Esta tendencia de la filosofía de la mente propone que los conceptos mentales, tales como creencias y deseos, son constructos teóricos sin una definición coherente, y por lo tanto, no pueden figurar en los esfuerzos por comprender el funcionamiento del cerebro y la mente. Churchland argumenta que, tal como la ciencia moderna no necesita los conceptos «suerte» o «brujería» para explicar el mundo, la futura neurociencia, no necesita de los conceptos «creencia» y «deseo» para explicar el cerebro. En cambio, debería tratar de fenómenos objetivos como neuronas y sus interacciones. Churchland apunta al hecho de que en la historia de la ciencia muchos conceptos han sido abandonados a favor de otros.

## Principales obras
- The Engine of Reason, The Seat of the Soul: A Philosophical Journey into the Brain, MIT Press, 1995.
- A Neurocomputational Perspective: The Nature of Mind and the Structure of Science, MIT Press, 1989.
- Images of Science: Scientific Realism versus Constructive Empiricism, University of Chicago Press, 1985.
- Matter and Consciousness, MIT Press, 1984.
- Scientific Realism and the Plasticity of Mind, Cambridge University Press, 1979.